# Petersburg (Wirginia Zachodnia)
Petersburg – miasto w Stanach Zjednoczonych, w stanie Wirginia Zachodnia, siedziba administracyjna hrabstwa Grant.